# Bennie Wijnstekers
Huibertus Johannes Nicolaas (Ben, Bennie) Wijnstekers (ur. 31 sierpnia 1955 w Rotterdamie) – piłkarz holenderski grający na pozycji prawego obrońcy.

## Kariera klubowa
Wijnstekers wychowywa się w małym klubie RVAV Overmaas, z czasem jednak trafił do Feyenoordu, gdzie najpierw grał w drużynie młodzieżowej, a w 1975 roku awansował do pierwszej drużyny. W Eredivisie zadebiutował 7 czerwca 1976 w wygranym 8:0 w meczu z De Graafschap. W początkowych sezonach grał mało w pierwszej drużynie i dopiero od sezonu 1977/1978 stał się zawodnikiem pierwszej jedenastki Feyenoordu. Swój pierwszy sukces w klubowej piłce osiągnął w 1980 roku, gdy z Feyenoordem sięgnął po Puchar Holandii. Na mistrzostwo czekał jednak o wiele dłużej, bo dopiero w 1984 roku sięgnął po to trofeum (jedyny tytuł w karierze), a dołożył wówczas także swój drugi krajowy puchar. W drużynie z Rotterdamu Ben występował przez pełne 13 sezonów, a przez ten okres rozegrał 352 mecze dla tego klubu i zdobył 14 goli.
W październiku 1988 roku Wijnstekers wyjechał do Belgii i został zawodnikiem Racingu Mechelen, w barwach którego występował przez dwa sezony. Sezon 1990/1991 spędził w Germinalu Ekeren, a 31 marca 1991 rozegrał swój ostatni mecz w karierze – Germinal przegrał 0:3 z Club Brugge. Karierę zakończył w wieku 36 lat.
| Sezon   | Klub            | Kraj     | Rozgrywki     | Mecze | Bramki |
| ------- | --------------- | -------- | ------------- | ----- | ------ |
| 1975/76 | Feyenoord       | Holandia | Eredivisie    | 1     | 0      |
| 1976/77 | Feyenoord       | Holandia | Eredivisie    | 7     | 0      |
| 1977/78 | Feyenoord       | Holandia | Eredivisie    | 34    | 0      |
| 1978/79 | Feyenoord       | Holandia | Eredivisie    | 34    | 0      |
| 1979/80 | Feyenoord       | Holandia | Eredivisie    | 33    | 3      |
| 1980/81 | Feyenoord       | Holandia | Eredivisie    | 29    | 2      |
| 1981/82 | Feyenoord       | Holandia | Eredivisie    | 31    | 4      |
| 1982/83 | Feyenoord       | Holandia | Eredivisie    | 30    | 1      |
| 1983/84 | Feyenoord       | Holandia | Eredivisie    | 34    | 2      |
| 1984/85 | Feyenoord       | Holandia | Eredivisie    | 30    | 0      |
| 1985/86 | Feyenoord       | Holandia | Eredivisie    | 25    | 1      |
| 1986/87 | Feyenoord       | Holandia | Eredivisie    | 34    | 1      |
| 1987/88 | Feyenoord       | Holandia | Eredivisie    | 25    | 0      |
| 1988/89 | Feyenoord       | Holandia | Eredivisie    | 5     | 0      |
| 1988/89 | Racing Mechelen | Belgia   | Eerste Klasse | 23    | 0      |
| 1989/90 | Racing Mechelen | Belgia   | Eerste Klasse | 34    | 0      |
| 1990/91 | Germinal Ekeren | Belgia   | Eerste Klasse | 7     | 0      |

## Kariera reprezentacyjna
W reprezentacji Holandii Wijnstekers zadebiutował 26 września 1979 roku w wygranym 1:0 meczu z Belgią. W 1980 roku został powołany przez Jana Zwartkruisa do kadry na finały Mistrzostw Europy we Włoszech. Tam zagrał we wszystkich trzech grupowych meczach: z Grecją (1:0), z RFN (2:3) oraz Czechosłowacją (1:1), jednak Holandia odpadła już po fazie grupowej.
Wijnstekers był podstawowym zawodnikiem Holandii lat 80. Występował z nią w nieudanych kwalifikacjach do Mistrzostw Świata w Hiszpanii, Mistrzostw Europy we Francji oraz Mistrzostw Świata w Meksyku. Swój ostatni mecz rozegrał 20 listopada 1985, a Holandia pokonała 2:1 Belgię. Ogółem w kadrze wystąpił w 36 meczach i zdobył 1 gola (w 1983 roku w wygranym 5:0 meczu z Maltą).